# Jihad Ward
Jihad Ward (Filadelfia, Pensilvania, 11 de mayo de 1994) es un jugador profesional estadounidense de fútbol americano que se desempeña en la posición de linebacker en Minnesota Vikings, equipo de la National Football League (NFL).

## Carrera
Fue seleccionado en la segunda ronda en la Reunión Anual de Selección de Jugadores de la NFL de 2016. Hizo su debut profesional con el equipo Las Vegas Raiders, en el cual jugó dos temporadas (2016-2018), después pasó por varios equipos, Indianapolis Colts (2018-2019), Baltimore Ravens (2019-2021), Jacksonville Jaguars (2021-2022), New York Giants (2022-2024), y finalmente a Minnesota Vikings, donde lleva jugando una temporada.